# Glypthaga lignosa
Glypthaga lignosa là một loài bọ cánh cứng trong họ Cerambycidae.